# Tempérament (psychologie)
Pour les articles homonymes, voir Tempérament.

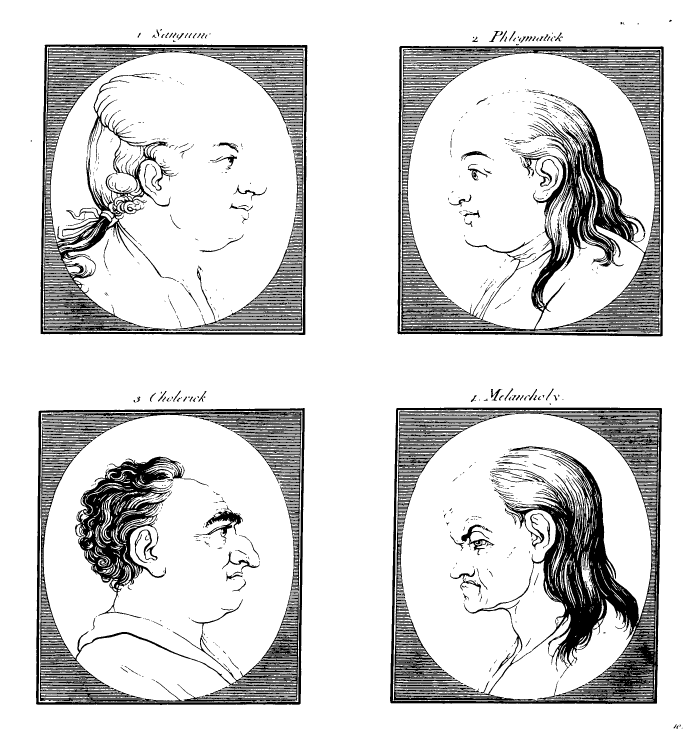
Les quatre tempéraments selon la physiognomonie de Johann Kaspar Lavater (XVIIIe siècle)

En psychologie traditionnelle, le tempérament est une sorte de fondement de la personnalité, considéré souvent comme héréditaire. Au cours de l'histoire, des auteurs ont classifié les tempéraments humains en divers types caractéristiques. En médecine grecque antique, Hippocrate puis Galien proposent une théorie des quatre tempéraments sur les caractères autour de quatre tempéraments basés sur les fluides corporaux dit humeurs : sanguin, colérique, mélancolique et flegmatique.
Depuis la seconde moitié du XXe siècle, la même notion est reprise (parfois sous le nom de tempérament, mais aussi de diathèse) avec cette fois le plus souvent l'idée que la base est génétique, et pour indiquer une prédisposition à certains troubles mentaux. On peut comparer avec la prédisposition à attraper certaines maladies physiques.

## Historique
Les Grecs de l'antiquité s'interrogeaient sur les principes constituant toute choses. La plupart considéraient que tout ce qui existe dans la nature est constitué de quatre éléments ou principes que sont l'air, la terre, le feu et l'eau.

### Une fondation avec Hippocrate et Galien

Les quatre tempéraments : colérique, mélancolique, flegmatique et sanguin

Hippocrate (v. 460-v. 370 av. J.-C.), en particulier dans "De la nature de l'homme", effectue une classification des troubles mentaux en relation avec ces quatre éléments à qui il associe quatre humeurs (fluides corporaux): le sang, la bile noire, la bile jaune et le flegme correspondant ainsi à quatre tempéraments qui sont respectivement le sanguin, le mélancolique, le colérique et le flegmatique. Selon lui, la différence entre les individus est liée à la prédominance de l'un de ces quatre tempéraments. Il réunit ainsi les maladies de l'âme et du corps, les maladies sont physiques, et ainsi il participe à démystifier la maladie mentale, qui était jusque-là, plutôt liée à des manifestations démoniaques.

« Le corps de l’homme a en lui sang, pituite, bile jaune et noire ; c’est là ce qui en constitue la nature et ce qui y crée la maladie et la santé. Il y a essentiellement santé quand ces principes sont dans un juste rapport de crase, de force et de quantité, et que le mélange en est parfait ; il y a maladie quand un de ces principes est soit en défaut soit en excès, ou, s’isolant dans le corps, n’est pas combiné avec tout le reste. »

— Hippocrate, De la nature de l'homme, n°4
Wundt résume cette approche de cette manière :
- Le tempérament nerveux ou « mélancolique » (sec et froid) est dominé par l'élément de la terre.
- Le tempérament bilieux (d) (sec et chaud) est dominé par l'élément du feu.
- Le tempérament sanguin (humide et chaud) est dominé par l'élément de l'air.
- Le tempérament lymphatique (humide et froid) est dominé par l'élément de l'eau.

### Divers approfondissements avec Ernst Kretschmer et Alfred Fouillée
En 1929, le psychiatre allemand Ernst Kretschmer estimait qu'une théorie complète des tempéraments devrait englober, en plus d'observations sur le caractère, les différentes données d'observations cliniques : la corpulence, la gestuelle et le rythme du système végétatif.
« Le philosophe français Fouillée fut l'un des premiers à donner une base scientifique à la théorie classique des tempéraments. Se fondant sur la notion d'assimilation qui est l'une des plus profondes caractéristiques de la vie, Fouillée expose avec une grande clarté qu'un organisme peut être le siège soit d'une assimilation prépondérante, c'est-à-dire d'une intégration ou processus anabolique, soit, au contraire, d'une désassimilation ou désintégration dominante, déterminant un processus catabolique . » La conception de l'anabolisme et du catabolisme appliquée au tempérament se retrouvera ensuite chez Allendy et chez Pende.

### Approfondissement de la notion avec Thomas et Chess
Les études plus récentes ont mené à une autre définition du mot « tempérament ». Ce dernier fait référence à la façon innée avec laquelle une personne interagit et répond à son environnement. Dès les premiers jours de la naissance, il est possible d’identifier des styles de réponses propres à l’enfant. Thomas et Chess ont commencé des études longitudinales[Quoi ?] aux années 1950 qui ont contribué au développement du concept du tempérament.
Ils ont proposé une définition du tempérament selon neuf caractéristiques différentes: 
- le niveau d’activité (la proportion des périodes d’activité aux périodes d’inactivité)
- l’adaptabilité (la facilité avec laquelle l’enfant s’adapte à son environnement et aux changements)
- l’approche/retrait (la réponse de l’enfant face à un nouvel objet, environnement ou  individu)
- la durée et persistance de l’attention  (le temps consacré à une activité et l’effet des distractions)
- la distractibilité (le degré avec lequel des stimuli externes affectent le comportement de l’enfant)
- l’intensité des réactions émotionnelles (le niveau d’énergie de la réponse positive ou négative de l’enfant)
- la qualité de l’humeur (la quantité de comportements agréables par rapport aux comportements désagréables)
- la rythmicité (la régularité des fonctions biologiques telles que l’appétit, le sommeil et l’excrétion)
- le seuil de réceptivité (l’intensité des stimuli requis pour susciter une réponse de l’enfant)

Selon les réponses de l’enfant pour chacune des caractéristiques décrites précédemment, trois types de tempérament peuvent être identifiés : facile, lent à démarrer (slow to warm up) ou difficile (voir Tableau 1). Un enfant dit « facile » est généralement de bonne humeur, calme et s’adapte facilement aux changements. L’enfant qui est « lent à démarrer » fait preuve d’une certaine résistance passive face aux nouveautés, présente peu de réactions intenses et s’adapte lentement aux changements. Un enfant dit « difficile » est généralement de mauvaise humeur et réagit vigoureusement et négativement aux changements. Il est à noter que ces trois types de tempérament serviraient à décrire des tendances générales puisqu’une minorité d’enfants présentent toutes les caractéristiques d’un type en particulier (Zeanah & Fox, 2004). Considéré inné et dépendant de facteurs génétiques, le tempérament de l’enfant est stable mais peut être modifié par son environnement social et physique.
Tableau 1Profil des 3 types de tempérament selon Thomas et Chess.
| Caractéristiques        | Facile                   | Lent à démarrer        | Difficile          |
| ----------------------- | ------------------------ | ---------------------- | ------------------ |
| Niveau d’activité       | Varie                    | Bas à modéré           | Varie              |
| Adaptabilité            | S’adapte très facilement | S’adapte lentement     | S’adapte lentement |
| Approche/retrait        | Approche positive        | Se retire initialement | Retrait            |
| Durée et persistance    | Élevé ou faible          | Élevé ou faible        | Élevé ou faible    |
| Distractibilité         | Varie                    | Varie                  | Varie              |
| Intensité des réactions | Faible ou modérée        | Faible                 | Intense            |
| L’humeur                | Positive                 | Plutôt négative        | Négative           |
| Rythmicité              | Très régulier            | Varie                  | Irrégulier         |
| Seuil de réceptivité    | Haut ou faible           | Haut ou faible         | Haut ou faible     |